# Елохово (Ярославская область)
Елохово — село в Благовещенском сельском поселении Большесельского района Ярославской области.

## Из истории
В XVI — начале XVII вв. многие деревни на Черёмухе принадлежали боярскому роду Мстиславских. Князь Ф.И. Мстиславский, последний в роде, в 1621 году завещал село, среди прочих, московскому Симонову монастырю. В результате секуляризации церковных и монастырских земель проведенной в 1764 году Екатериной II село на короткое время перешло в ведение Коллегии экономии, но вскоре перешло в собственность графа Алексея Григорьевича Орлова-Чесменского, а затем к его единственной наследнице Анне Алексеевне Орловой-Чесменской, известная благотворительностью и шедрыми дарами церкви.

## Население
| 1859 | 1914 | 2002 | 2007 | 2010 |
| ---- | ---- | ---- | ---- | ---- |
| 94   | ↗118 | ↘34  | ↘23  | ↗25  |

По данным статистического сборника «Сельские населенные пункты Ярославской области на 1 января 2007 года», в селе Елохово проживает 23 человека. По топокарте на 1981 год в деревне проживало 0,06 тыс. человек.

## География
Село расположено на севере района, вблизи границы с Рыбинским районом, на левом берегу реки Черёмухи. Это один из последних населённых пунктов Большесельского района вниз по левому берегу реки. На небольшом расстоянии к северо-западу от Елохово находится деревня Ильинское, а к той с северо-востока практически примыкает Головинское, последняя деревня Большесельского района вниз по левому берегу Черёмухи. Эти три поселения расположены на внешней стороне излучины Черёмухи, а на противоположном берегу внутри излучины стоит деревня Демидово. Все четыре поселения расположены на одном окружённом лесами поле, на котором есть ещё деревня Басалаево, стоящая в стороне от реки на расстоянии 1 км к западу от Елохово. К западу от этого поля за небольшим заболоченным лесом начинается обширное болото Великий Мох, в котором при Советской власти велась интенсивная добыча торфа. На восток от Елохово за рекой располагается лесной массив шириной около 6 км, за которым находятся деревни Рыбинского района, стоящие вдоль дороги из Рыбинска на Александрову Пустынь.